# Sapanca Dağı
El Sapanca Dağı, antigament Sòfon (grec: Σοφόν, Sofon), és un turó situat al nord-est d'Anatòlia, a la província turca de Sakarya, just al nord del llac homònim. Culmina a una altitud de prop de 190 msnm. Fou l'escenari de qualque episodi important de la història romana d'Orient. El 1057 hi acamparen les tropes legitimistes de l'emperador Miquel VI l'Estratiòtic en els dies anteriors a la seva desfeta en la batalla de Pètroe. El 1075, el mercenari normand Roussel de Bailleul, revoltat contra els romans d'Orient, hi caigué en una emboscada dels turcs seljúcides, que feren presoner el seu usurpador titella, Joan Ducas.